# Narcissus moschatus
Narcissus moschatus és una espècie de planta bulbosa que pertany a la família de les amaril·lidàcies (Amaryllidaceae).

## Descripció
Narcissus moschatus és una planta bulbosa de narcisos clàssics, de fins a 20 cm d'alçada i amb fulles lineals verdes. Les seves flors són grans flors de color crema, i amb les flors caigudes. Probablement originària del sud de França o el nord d'Espanya. Té els pètals inclinats cap endavant en gran part paral·lels a la corona en forma de trompeta. L'època de floració va de febrer a juny.

## Distribució i hàbitat
Narcissus moschatus És originària del nord d'Espanya als Pirineus i la serralada Cantàbrica. I habita en prats humits i al costat dels boscos.

## Taxonomia
Narcissus moschatus va ser descrita per L. i publicat a Sp. Pl. ed. 2: 415, a l'any 1762.
Etimologia
Narcissus nom genèric que fa referència del jove narcisista de la mitologia grega Νάρκισσος (Narkissos) fill del déu riu Cefís i de la nimfa Liríope; que es distingia per la seva bellesa.
El nom deriva de la paraula grega: ναρκὰο, narkào (= narcòtic) i es refereix a l'olor penetrant i embriagant de les flors d'algunes espècies (alguns sostenen que la paraula deriva de la paraula persa نرگس i que es pronuncia Nargis, que indica que aquesta planta és embriagadora).
moschatus: epítet llatí que significa "amb olor de mesc.
Sinonímia
- Ajax moschatus (L.) Haw., Suppl. Pl. Succ.: 118 (1819).
- Moskerion moschatum (L.) Raf., Fl. Tellur. 4: 21 (1838).
- Ajax patulus Salisb., Gen. Pl.: 99 (1866), nom. superfl.
- Narcissus pseudonarcissus var. moschatus (L.) Baker, Gard. Chron. 1869: 529 (1869).
- Narcissus pseudonarcissus subsp. moschatus (L.) Baker, Handb. Amaryll.: 4 (1888).[7]